# Forbestra tunantina
Forbestra tunantina är en fjärilsart som beskrevs av Gustav Weymer 1885. Forbestra tunantina ingår i släktet Forbestra och familjen praktfjärilar. Inga underarter finns listade i Catalogue of Life.